# I Am Memory
I Am Memory je debitantski studijski album slovenske alternativne rock skupine Werefox, izdan 10. januarja 2013 pri založbi God Bless This Mess Records.

## Ozadje
Skupina je svoj prvenec začela snemati leta 2012, kot producent je z njimi sodeloval Ivor Knafelj – Plueg. Pri pesmi »The Boy in Me, the Girl in You« so sodelovali s Scottom McCloudom, vokalistom washingtonske indie rock skupine Girls Against Boys (z njim sta Melée in Bekko sodelovala že v skupini Psycho-Path pri snemanju albuma Terminal leta 1999). Album so teden dni po izidu uradno predstavili v Kinu Šiška. Z njimi naj bi nastopil tudi McCloud, a je moral nastop zaradi bolezni odpovedati.

## Kritični odziv
Kritični odziv na album je bil pozitiven. Za revijo Mladina je Veljko Njegovan album ocenil s 4 zvezdicami in zanj rekel, da je »izrazito kakovosten rock’n’roll album, ki je očitno plod premišljenega sodelovanja med člani skupine, saj že ob prvem poslušanju lahko zatrdimo, da gre za žanrsko dovršeno ploščo, ki ima dobre možnosti za uspeh tudi v tujini.«
Na portalu Rockline pa je Sandi Sadar Šoba albumu dodelil popolnih 5 zvezdic in navdušeno izjavil: »Ne, ne gre za pretiravanje, če napišem, da je plošča I Am Memory nekaj najboljšega, kar je v zadnjih nekaj letih priromalo na naše police.«

## Seznam pesmi
Vse pesmi je napisala skupina Werefox.
| Št.             | Naslov                                                 | Dolžina |
| --------------- | ------------------------------------------------------ | ------- |
| 1.              | „The Redneck Genius Story‟                             | 5:11    |
| 2.              | „A Shitload of Love‟                                   | 4:09    |
| 3.              | „Doghouse‟                                             | 4:28    |
| 4.              | „Fun on the Moon‟                                      | 4:45    |
| 5.              | „The Boy in Me, the Girl in You‟ (feat. Scott McCloud) | 4:17    |
| 6.              | „Killer Lesson‟                                        | 5:58    |
| 7.              | „Give Me a Life‟                                       | 5:38    |
| 8.              | „March of the Finest‟                                  | 3:43    |
| 9.              | „Beyond Mercy‟                                         | 4:03    |
| 10.             | „Did I Kill the Devil in You?‟                         | 5:42    |
| 11.             | „Urgency‟                                              | 8:49    |
| Skupna dolžina: | Skupna dolžina:                                        | 56:43   |

## Zasedba
| Werefox - Melanija Fabčič – Melée — vokal - Sašo Benko – Bekko — kitara, spremljevalni vokali - Manuel Hahn — bas kitara, spremljevalni vokali - David Halb — bobni, tolkala, spremljevalni vokali | Ostali - Ivor Knafelj – Plueg — produkcija, miksanje - Janez Križaj — soustvaritev - Gregor Zemljič — mastering (v Earresistible Studio) |